# Chylismia heterochroma
Chylismia heterochroma là một loài thực vật có hoa trong họ Anh thảo chiều. Loài này được (S.Watson) Small mô tả khoa học đầu tiên năm 1896.